# United States Army Air Service

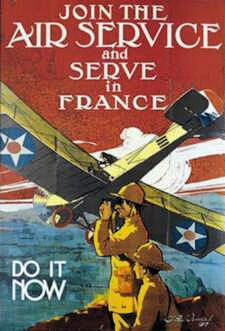
Affiche pour rejoindre l'Air Service durant la Grande Guerre.

L’United States Army Air Service (ou simplement Air Service) est le nom de la force aérienne des États-Unis entre 1918 et 1926.

## Historique

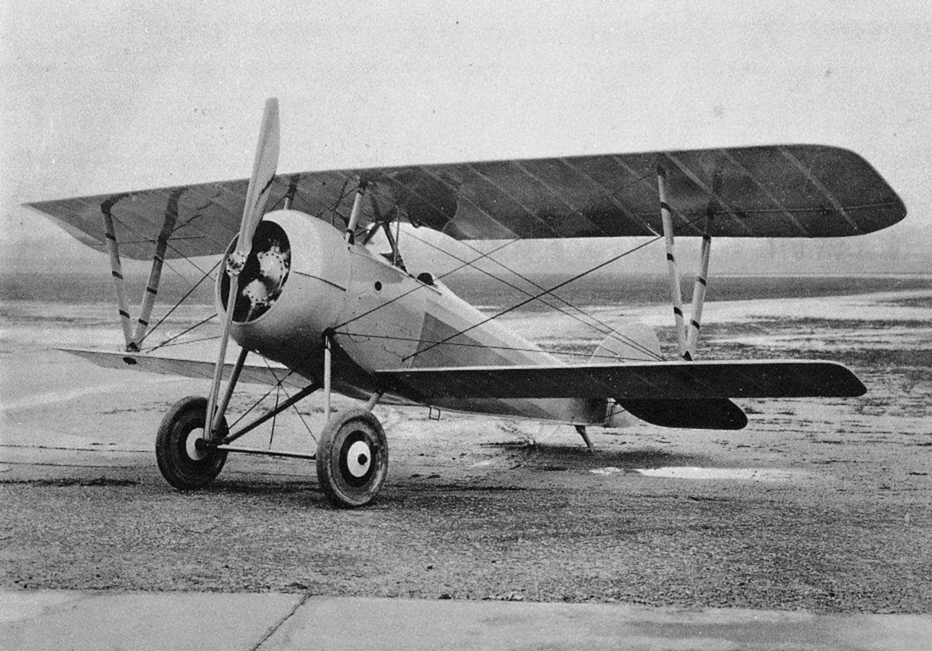
Nieuport 27 de l'Air Service en 1918.

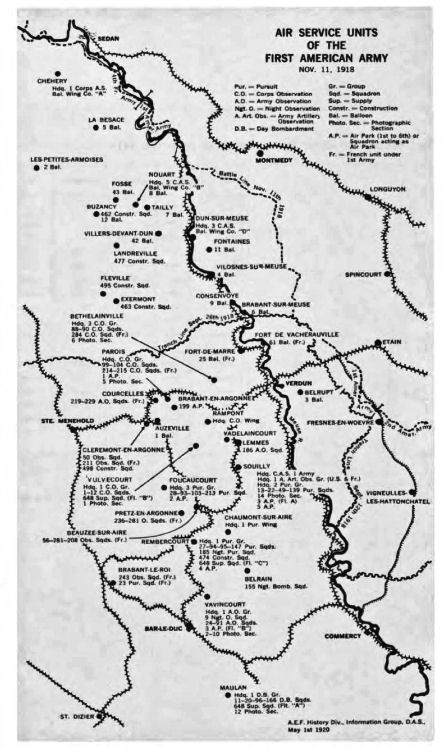
Unité de l'Air Service en soutien à la première armée des États-Unis lors de l’armistice de 1918.

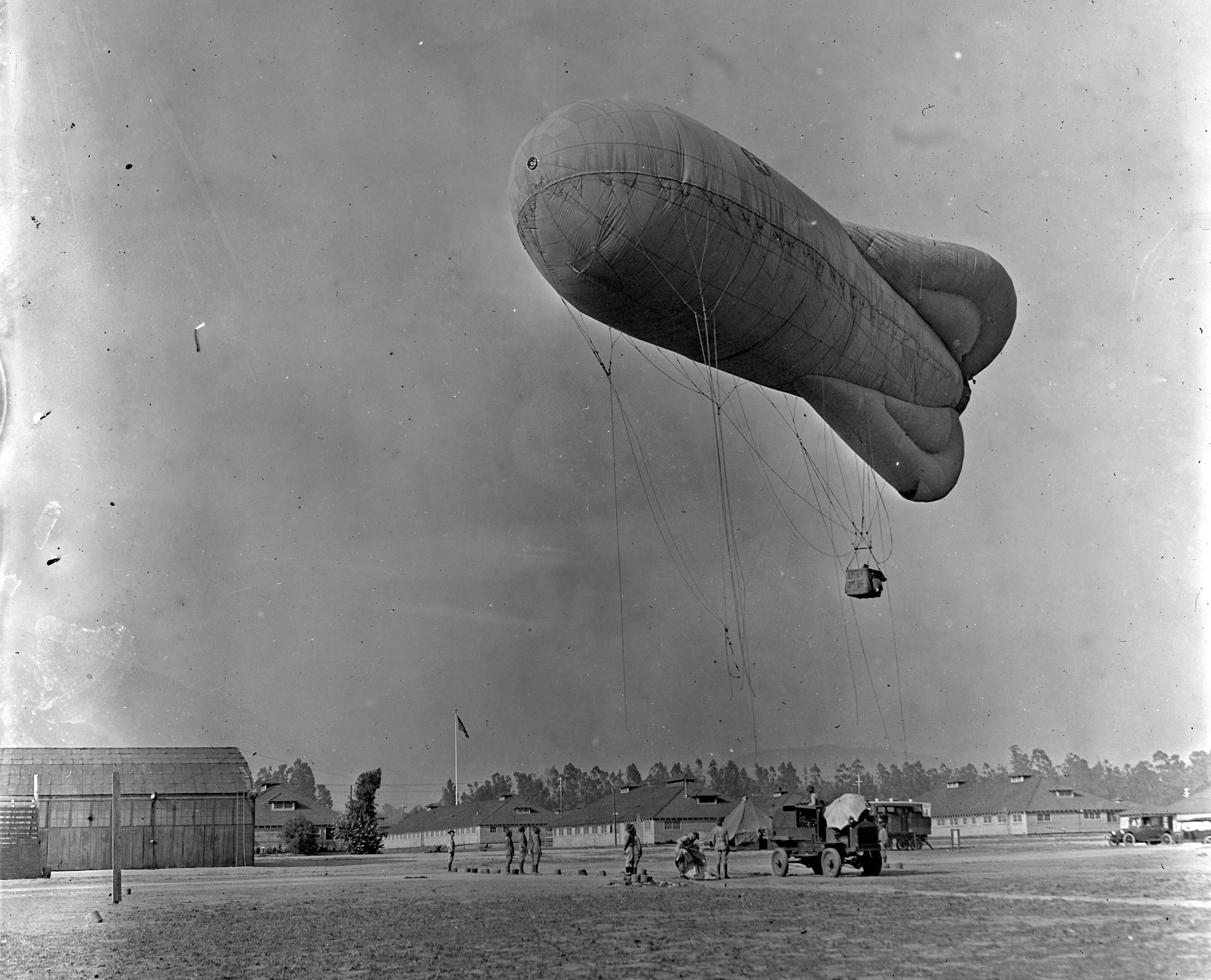
Un ballon d'observation Caquot type R sur lArcadia Balloon School dans la ville d'Arcadia (Californie) en 1921.

Elle fut créée le 24 mai 1918 après l'entrée en guerre des États-Unis, remplaçant l'Aviation Section de l'U.S. Signal Corps qui avait été l'embryon de la première force aérienne de ce pays entre 1914 et 1918.
Dépendante du Département de la Guerre et branche de l'US Army, le président Woodrow Wilson nommera le 28 août 1918 John D. Ryan second assistant du secrétaire à la Guerre et directeur de l'Air Service. À la fin du conflit, son commandement reviendra à un militaire. 
Ce service opéra 45 escadrons et 740 avions de combat couvrant 137 km de front (528 fabriqué en France, 196 aux États-Unis et 16 britanniques) lors de l'armistice de 1918 en soutien de l'American Expeditionary Force soit 10 % des forces aériennes alliés. Il a reçu à cette date 4 874 avions de France, 258 de Grande-Bretagne, 19 d'Italie, et 1 213 fabriqués aux États-Unis, soit un total de 6 364 avions. 1 664 étant des avions d'entrainement. L'aérodrome de Romorantin où sera construit l'Air Services Production Center, number 2 est devenu son principal centre logistique en France et a vu le montage de plus d'un millier de chasseurs,.
C'est une équipe d'aviateurs de l'United States Army Air Service qui a réussi, en 1924, la première circumnavigation aérienne autour de la Terre.
L'United States Army Air Service sera remplacé en 1926 par l'United States Army Air Corps puis l'USAAF en 1941. La force aérienne américaine ne deviendra une arme à part entière, indépendante de l'US Army qu'après la Seconde Guerre mondiale en 1947 et la création de l'US Air Force.

## Source
- (en) Cet article est partiellement ou en totalité issu de l’article de Wikipédia en anglais intitulé « United States Army Air Service » (voir la liste des auteurs).